# Fort Collins
Fort Collins è un comune (city) degli Stati Uniti d'America e capoluogo della contea di Larimer nello Stato del Colorado. La popolazione era di 167 830 abitanti al censimento del 2018, il che la rende la quarta città più popolosa dello stato, dietro Denver, Colorado Springs e Aurora, e la 178ª città più popolosa della nazione. Situata sul fiume Cache la Poudre lungo il Front Range Urban Corridor, Fort Collins si trova 65 miglia (105 km) a nord del Campidoglio di Denver. Fort Collins è una città universitaria di medie dimensioni, sede della Colorado State University.

## Geografia fisica
Secondo lo United States Census Bureau, ha un'area totale di 57,05 mi² (147,76 km²). Si trova alle pendici delle Montagne Rocciose sulla parte settentrionale del Front Range.

## Storia
Fort Collins fu fondato come avamposto militare dallo United States Army nel 1864. Successe un accampamento precedente, conosciuto come Camp Collins, sul fiume Cache la Poudre, vicino a quello che oggi è conosciuto come Laporte. Camp Collins fu eretto durante le guerre indiane della metà degli anni 1860 per proteggere la rotta postale dell'Overland che era stata recentemente trasferita nella regione. I viaggiatori che attraversavano la contea sull'Overland Trail si accampavano lì, ma un'alluvione distrusse il campo nel giugno del 1864. In seguito, il comandante del forte scrisse al comandante di Fort Laramie nel sud-est del Wyoming, il colonnello William O. Collins, suggerendo che un sito diverse miglia più in basso lungo il fiume sarebbe una buona posizione per il forte. Il posto era originariamente presidiato da due compagnie dell'11th Ohio Volunteer Cavalry e non aveva mai avuto mura.

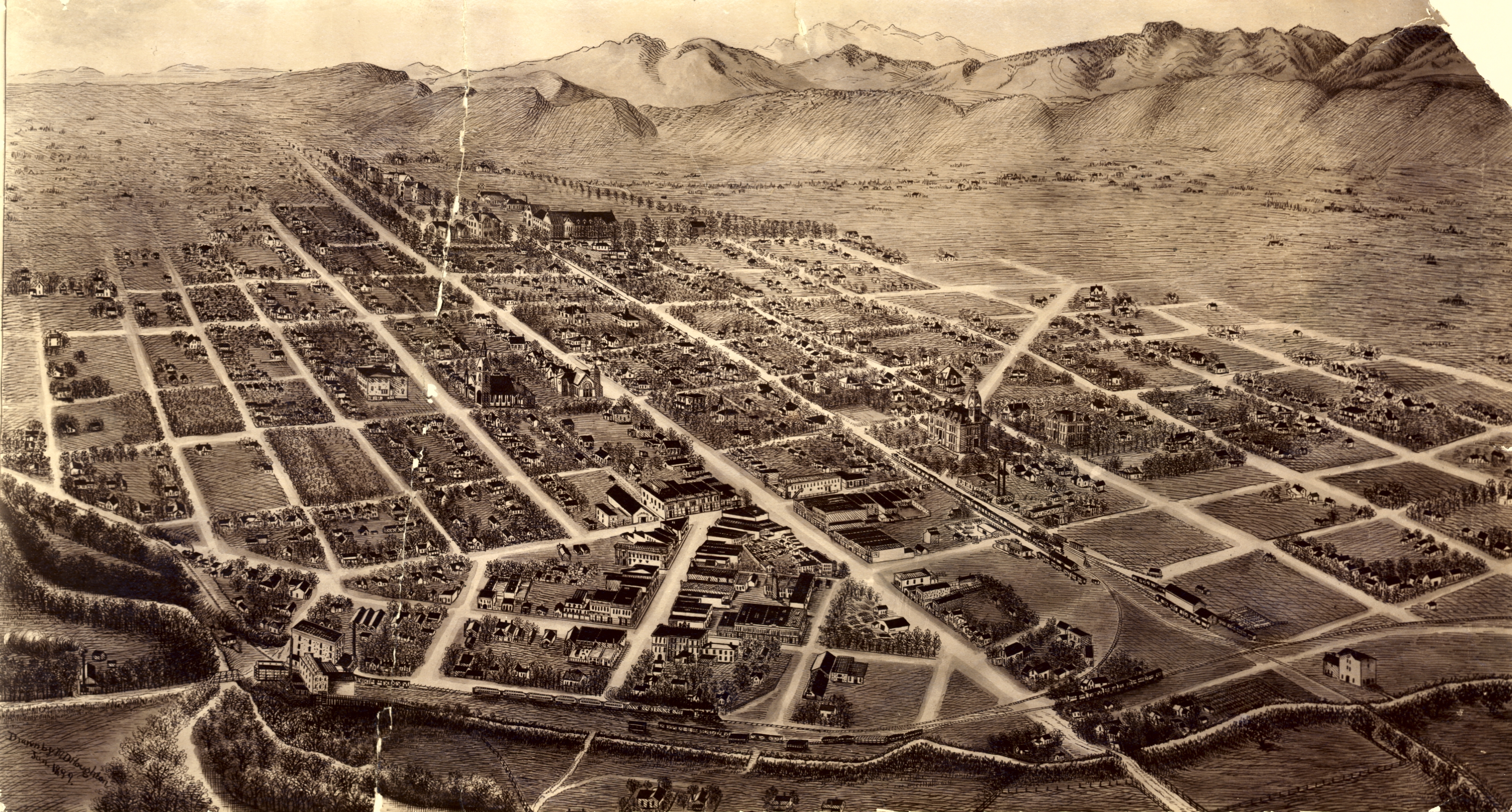
Vista a volo d'uccello del XIX secolo di Fort Collins

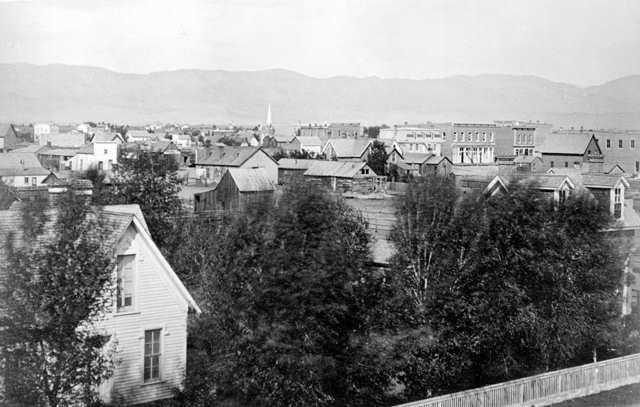
Fort Collins, di fronte ovest (1875)

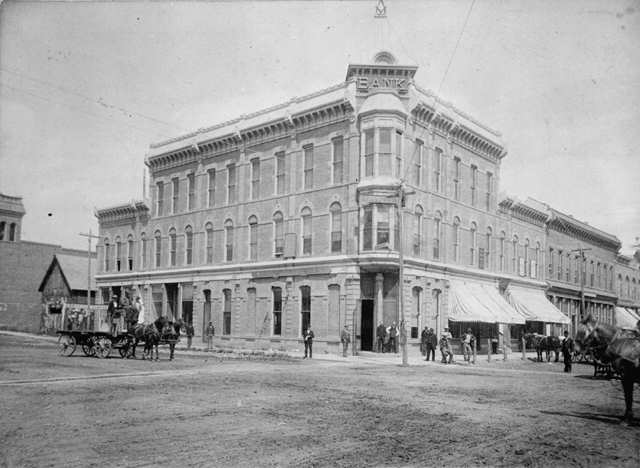
Poudre Valley Bank, a Linden and Walnut, a Fort Collins (1908)

I coloni iniziarono ad arrivare quasi immediatamente nelle vicinanze del forte. Il forte fu dismesso nel 1867. Il sito originale del forte è ora adiacente all'attuale porzione storica della "Città Vecchia". La prima scuola e la chiesa furono aperte nel 1866 e la città fu pianificata nel 1867. La popolazione civile di Fort Collins, guidata dall'uomo d'affari locale Joseph Mason, condusse uno sforzo per trasferire il capoluogo di contea a Fort Collins da LaPorte, e ci riuscirono nel 1868.
Il primo boom della popolazione della città arrivò nel 1872, con la creazione di una colonia agricola. Arrivarono centinaia di coloni, sviluppando lotti appena a sud del centro storico originale. La tensione tra i nuovi coloni e gli abitanti precedenti portò a divisioni politiche nella nuova città, che fu incorporata nel 1873. Anche se il Colorado Agricultural College fu fondato nel 1870, le prime lezioni furono tenute nel 1879.
Gli anni 1880 videro la costruzione di una serie di case eleganti e edifici commerciali e la crescita di un'identità distintiva per Fort Collins. L'estrazione della pietra, la coltivazione della barbabietola da zucchero e la macellazione delle pecore erano tra le prime industrie della zona. Le cime di barbabietola, un'industria supportata dal college e la relativa stazione di esperimenti agricoli, si sono rivelate un cibo eccellente e abbondante per le pecore locali, e all'inizio degli anni 1900 l'area veniva definita "la capitale alimentatrice di agnelli del mondo". Nel 1901 nella vicina città di Loveland fu costruito il grande impianto di lavorazione dello zucchero da parte della Great Western.
Sebbene la città sia stata colpita dalla grande depressione e dalla simultanea siccità, ha tuttavia avuto una crescita lenta e costante durante la prima parte del XX secolo. Durante il decennio successivo alla seconda guerra mondiale, la popolazione si è raddoppiata e si è verificata un'era di prosperità economica. I vecchi edifici sono stati rasi al suolo per far posto a nuove e moderne strutture. Insieme con la rivitalizzazione arrivarono molti cambiamenti, tra cui la chiusura della fabbrica dello zucchero della Great Western nel 1955 e un nuovo atto costitutivo della città, adottando una forma di governo del consiglio comunale nel 1954. Allo stesso modo, le iscrizioni alla Colorado State University raddoppiarono durante gli anni 1960, rendendola la principale forza economica della città entro la fine del secolo.
Fort Collins si guadagnò la reputazione di città molto conservatrice nel ventesimo secolo, con il divieto delle bevande alcoliche, un argomento politico controverso nei primi decenni della città, mantenuto fino alla fine degli anni 1890 fino a quando l'attivismo studentesco non lo portò a termine nel 1969. Durante lo stesso periodo, l'attivismo per i diritti civili e i disordini contro la guerra acuirono le tensioni nella città, tra cui l'incendio di diversi edifici nel campus della CSU.
Durante la fine del XX secolo, Fort Collins si espanse rapidamente verso sud, aggiungendo nuovi sviluppi, tra cui diversi centri commerciali regionali. La gestione dei modelli di crescita urbana divenne una priorità politica durante gli anni 1880, così come la rivitalizzazione del centro storico di Fort Collins con la creazione di un'autorità di sviluppo del centro. Alla fine del luglio 1997, la città ha subito un'inondazione improvvisa dopo e durante un periodo di 31 ore in cui sono caduti 250-360 mm di pioggia. La pioggia è stata la più pesante mai registrata per un'area urbana del Colorado. Cinque persone sono state uccise e 5 milioni di dollari di danni sono stati inflitti alla città. Le acque hanno inondato la biblioteca della Colorado State University e causato all'ospedale danni per circa 140 milioni di dollari.

## Società

### Evoluzione demografica
Secondo il censimento del 2010, la popolazione era di 143 986 abitanti.
Invece secondo una stima del 2018, Fort Collins ha una popolazione di 167 830 persone.

### Etnie e minoranze straniere
Secondo il censimento del 2010, la composizione etnica della città era formata dall'89,04% di bianchi, l'1,21% di afroamericani, lo 0,65% di nativi americani, il 2,93% di asiatici, lo 0,09% di oceaniani, il 3,01% di altre razze, e il 3,06% di due o più etnie. Ispanici o latinos di qualunque razza erano il 10,12% della popolazione.